# FK Jezero Plav
Der FK Jezero Plav ist ein Fußballverein aus der montenegrinischen Stadt Plav. Die erste Herrenmannschaft spielt in der höchsten montenegrinischen Spielklasse, der Druga Liga.

## Geschichte
FK Jezero Plav wurde 1948 in der im Nordosten von Montenegro gelegenen Stadt Plav gegründet. In der Saison 2007/08 stieg der Verein als Erster der Druga Liga in die Prva Crnogorska Liga, der höchsten Fußballliga Montenegros, konnte sich dort allerdings nur eine Saison halten und stieg somit wieder in die Zweite Liga ab. Seit der Saison 2009/10 spielt der Verein ununterbrochen in der Druga Crnogorska Liga.

## Erfolge
- Meister der Druga Liga 2007/08